# Bataille de Desio
Batailles
1150 – 1200
- Vernavola (1154)
- Spolète (1155)
- Tortone (1155)
- Milan (1158)
- Siziano (1159)
- Crema (1159)
- Carcano (1160)
- Milan (1162)
- Prataporci (1167)
- Alexandrie (1174-1175)
- Legnano (1176)

1201 – 1250
- Calcinato (1201)
- Casei Gerola (1213)
- Cortenuova (1237)
- Brescia (1238)
- Faenza (1239)
- Giglio (1241)
- Viterbe (1243)
- Parme (1248)
- Fossalta (1249)
- Cingoli (1250)

1251 – 1300
- Bataille de Montebruno (1255)
- Cassano (1259)
- Montaperti (1260)
- Bénévent (1266)
- Tagliacozzo (1268)
- Colle (1269)
- Roccavione (1275)
- Desio (1277)
- Forlì (1282)
- Pieve al Toppo (1288)
- Campaldino (1289)

1301 – 1350
- Pavie (1302)
- La Lastra (1304)
- Milan (1311)
- Soncino (1312)
- Gaggiano (1313)
- Rho (1313)
- Ponte San Pietro (1313)
- Scrivia (1315)
- Montecatini (1315)
- Pavie (1315)
- Sestri (1318)
- Bardi (1321)
- Mirandola (1321)
- Gorgonzola (1323)
- Vaprio d'Adda (1324)
- Altopascio (1324)
- Zappolino (1325)
- San Felice (1332)
- San Quirico (1341)
- Gamenario (1345)

1351 – 1402
- Mirandola (1355)
- Casorate (1356)
- Solara (1356)
- Alexandrie (1391)
- Casalecchio (1402)

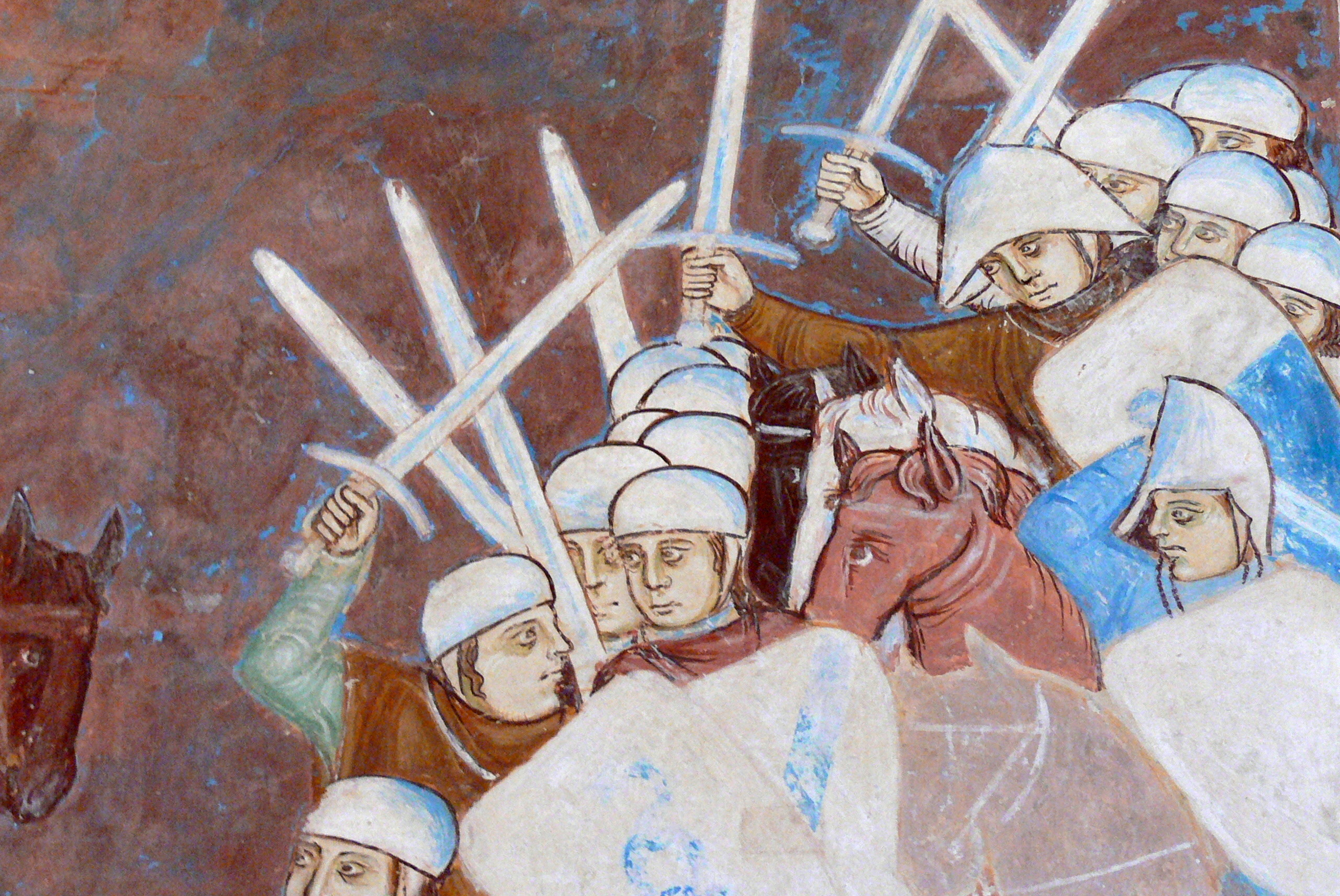
bataille de Desio

La bataille de Desio, qui se déroula à l'aube du 21 janvier 1277, marqua la victoire définitive d'Otton Visconti sur la faction adverse des Della Torre pour la possession de l'évêché et la domination sur Milan.

## La lutte entre Otton Visconti et Napo della Torre
En 1262, Otton Visconti avait été nommé archevêque de Milan par le pape Urbain IV, qui l'avait préféré à Raimondo della Torre préféré par le clergé milanais. Otton n'avait pas pu entrer dans Milan, les Della Torre et leurs affidés, appelés les Torriani, tenant solidement entre leurs mains le gouvernement de la Commune. Pendant les quinze premières années de cette lutte où entrait en jeu aussi bien le contrôle du pouvoir religieux que de celui du gouvernement civil de la cité, le parti des Torriani, de tendance guelfe, avec à sa tête Napo della Torre, avait eu le meilleur sur les Viscontiens (Viscontiani). Superbes et généreux, ceux-ci s'étaient conquis la faveur populaire avec de splendides fêtes et de généreuses aides. En 1276, Napo della Torre avait vaincu, près d'Angera, une troupe menée par le comte Goffredo Langosco, composée de proscrits milanais gibelins, de miliciens pavesans et d'habitants des territoires environnants, fidèles à Otton. Le neveu d'Otton, Teobaldo Visconti, et d'autres nobles furent faits prisonniers et décapités alors qu'ils s'en revenaient à Milan.

Après cette défaite, les survivants milanais se réfugièrent à Verceil, où se trouvait Otton qu'ils élurent comme chef. 
Otton se rendit alors à Novare où il commença à amasser des armes, à enrôler des hommes et à préparer la riposte contre les Torriani. Il entra donc dans le territoire de Castelseprio et s'empara du château. Napo et son fils Cassone firent alors mouvement avec des forces importantes dans cette localité dans le but d'assiéger les Ottoniani (Ottoniens). Au lieu de rester enfermés derrière les fortifications, les Ottoniani sortirent et affrontèrent les Torriani avec tant de fougue que ces derniers furent obligés de se retirer. Toutefois, les espoirs d'Otton furent rapidement déçus car, le jour suivant, l'armée ennemie se représenta sur le champ de bataille et obtint, cette fois, une complète victoire. Otton et les siens furent mis en déroute et contraints de se disperser pour sauver leurs vies. Napo et Cassone, convaincus d'avoir définitivement gagné, rentrèrent en triomphateurs à Milan. Otton se réfugia à Gironico, pour reprendre souffle.
Toutefois, décidé à réagir à l'adversité et à ne pas se donner pour vaincu, il partit peu de temps après pour Cannobio, sur le lac Majeur. La nouvelle de son retour se répandit rapidement parmi ses affidés qui commencèrent à affluer en nombre. Otton constitua une petite flotte à Arona et en nomma amiral Simone de Locarno. Les Torriani réunirent un nombre important de bateaux à Angera et firent voile vers Germignaga, sur le rivage du lac opposé à celui de Cannobio. La flotte torrianaise fut cependant capturée au cours d'une attaque nocturne lancée par surprise par les Ottoniani.

La nouvelle de cet évènement encouragea les alliés d'Otton. Le marquis de Montferrat, Guillaume VII le Grand, les milanais proscrits regroupés et les troupes de Novare et de Pavie marchèrent sur Arona pour s'unir aux forces d'Otton. Toutefois, l'arrivée d'une nouvelle armée ennemie contraint le marquis à se retirer avec ses troupes. Les bateaux furent dispersés. Otton fuit à Novare, Simone de Locarno à Côme.

## La bataille de Desio
L'archevêque devait quasiment repartir à zéro. Pendant qu'il rassemblait à nouveau ses disciples pour une autre tentative, la nouvelle lui parvint que, à Côme, Simone de Locarno avait réussi à renverser la faction favorable aux Torriani et à prendre le pouvoir.

Rejoignant rapidement Côme, Otton regroupa des hommes et réunit de l'argent. L'hiver 1276-1277 fut très rigoureux et neigeux. Mais ni le froid ni la neige n'empêchèrent les Ottoniani de reprendre le combat avec courage.
 
Durant le mois de janvier 1277, l'armée des réfugiés milanais, renforcée de milices composées de pavesans, de novarais et de comasques s'approcha du lac de Côme et s'empara de tout le territoire et des deux châteaux de Lecco et de Civate. Vers la fin de janvier, l'archevêque avança avec ses troupes dans la campagne de la Martesana à l'est de Milan. 
Napo della Torre, qui avait déjà envoyé à Cantù son fils Cassone avec 500 mercenaires allemands, apprenant qu'Otton avançait sur Milan, sortit lui-même de la ville avec environ 700 cavaliers et établit son campement à Desio. Avec Napo, se trouvait un grand nombre de seigneurs appartenant à la maison della Torre « tous superbement ornés sur de grands et vifs destriers (tutti superbamente ornati sopra grandi e vivaci destrieri) ».

Les chroniques de l'époque racontent que ces cavaliers, peut-être rendus trop sûrs d'eux-mêmes et enhardis par les nombreuses victoires précédentes, sous-estimant sans doute un peu trop l'ennemi, négligèrent de prendre les précautions défensives habituelles.

Otton, qui avait été chanoine à Desio, avait des amis fidèles qui l'informèrent du comportement imprudent des Torriani. L'évêque qui se trouvait à Seregno, à quelques kilomètres de Desio, décida alors de tenter un audacieux coup de main.

Dans la nuit du 20 au 21 janvier le prélat fit secrètement mouvement avec toute son armée et attaqua l'ennemi dès l'aube. Les Torriani, surpris dans leur sommeil, bondirent de leurs lits à moitié vêtus et, saisissant leurs armes, opposèrent une résistance désespérée et vaine : Francesco della Torre, d'un courage inégal, enfourcha son cheval, se jeta sur les assaillants, coupa, d'un coup de sabre, les bras d'un ennemi qui avait saisi les rênes de son cheval puis, entouré d'un nombre nettement supérieur d'ennemis, fut désarçonné et tué. La même chose se produisit pour Andreotto della Torre, son neveu, et à un des deux podestats de Milan, Ponzio Amati.
Un même sort serait advenu à Napo, tombé dans la boue, si l'évêque ne lui avait pas épargné la vie.

## L'horrible fin de Napo della Torre
Pour Napo, il aurait mieux valu être tué rapidement. Laissé entre les mains des comasques, ceux-ci le menèrent dans le château de Baradello, près de Côme, et ils l'enfermèrent dans une cage faite avec des piques qui fut accrochée à l'extérieur des murs de la cité. Avec une cruauté typique de l'époque, ils le laissèrent se consumer de faim, de soif, de saleté, de chaud et de froid pendant dix-huit mois jusqu'à ce que Napo décide de se libérer de ses tourments en se fracassant la tête contre les barreaux de sa prison.

## Le triomphe d'Otton Visconti
La nouvelle de la victoire d'Otton arriva à Milan pendant que le peuple et six cents hommes d'armes étaient en train de sortir avec le carroccio (char de guerre du Moyen Âge muni du drapeau de la cité, d'un autel et d'une cloche) pour venir en aide aux Torriani. La situation se retourna radicalement. La nouvelle de la défaite des Torriani apparut comme un jugement de Dieu. Les gens qui étaient prêts à combattre les Visconti se mirent à piller les riches maisons des Della Torre. Cassone et Goffredo della Torre, rentrés à Milan en forçant la Porte Cumana, se précipitèrent au Broletto pour faire sonner les campaniles, mais on le leur refusa et ils trouvèrent refuge à Parme. Puis, à une grande majorité, il fut décidé de remettre le pouvoir entre les mains de l'archevêque Otton. On lui envoya, comme ambassadeurs, quelques citoyens de haut rang qui l'invitèrent à entrer dans Milan. Otton Visconti fit ainsi une entrée triomphale dans la cité, marquant ainsi le début d'une domination des Visconti qui durera jusqu'au milieu du XVe siècle.
Le 21 janvier, jour de Sainte Agnès (Sant' Agnese), sera fêté à Milan pendant deux siècles comme l'anniversaire de la maison Visconti.

Selon une ancienne tradition, ce jour-là serait né Galéas Visconti, arrière-petit-neveu d'Otton, et qui aurait reçu le nom d'un chant insolite des coqs.

## Sources
Lombardia in Rete (Lombardie en réseau) : La lotta tra Ottone Visconti e Napo della Torre et battaglia di Desio